# Sant Guillem de la Prada-Llívia
Sant Guillem de la Prada-Llívia és una obra romànica de Llívia (Baixa Cerdanya) inclosa a l'Inventari del Patrimoni Arquitectònic de Catalunya.

## Descripció
Ermita amb porta de mig punt i amb una obertura d'ull de bou a la façana, damunt la porta d'entrada. Les parets són de còdols, pedra i blocs d'angle, rejuntats amb ciment. La part superior dels murs estan totalment cimentats. La coberta és a dues vessants, i al seu bell mig hi ha un petit campanar d'espadanya.

## Història
A la rondalla titulada "Sant Guille de Llívia", escrita per Mossèn Cinto Verdaguer, que la situa en el segle xi, explica que aquest pelegrí anava cap a Santiago de Compostela i que trobant-se malalt de pestilència, demanà on hi havia una capella dedicada a l'apòstol. Li indicaren que estava a Alf i allí fou on morí. Dos cavallers s'emportaren el seu cos, a excepció del cap, que quedà a Alf, fins a la Prada. Les relíquies s'afeixugaren i allí se li bastí una capella.
Cebrià Barault cita erròniament l'Església de Sant Llorenç de Prada a l'Enciclopèdia Catalana, referint-se a la de Sant Guillem.